# Sierra Leone na Mistrzostwach Świata w Lekkoatletyce 2017
Sierra Leone na Mistrzostwach Świata w Lekkoatletyce 2017 – reprezentacja Sierra Leone podczas Mistrzostw Świata w Londynie liczyła 1 zawodniczkę, która nie zdobyła medalu.

## Rezultaty
| Zawodniczka   | Konkurencja        | Eliminacje | Eliminacje | Półfinał | Półfinał | Finał    | Finał   |
| Zawodniczka   | Konkurencja        | Rezultat   | Pozycja    | Rezultat | Pozycja  | Rezultat | Pozycja |
| ------------- | ------------------ | ---------- | ---------- | -------- | -------- | -------- | ------- |
| Maggie Barrie | Bieg na 400 metrów | 52,20      | 41.        | NQ       | NQ       | NQ       | NQ      |